# Bol (Chade)
Bol (em árabe: بول; Būl) é uma pequena cidade localizada no sudoeste do Chade. É a capital da província de Lac e possuía uma população de 35 963 habitantes de acordo com o censo de 2009.